# عادل
عادل از نام‌های عربی - اسلامی برای مردان است و شاید به یکی از این موارد اشاره نماید:
- غلامعلی حداد عادل سیاستمدار، استاد فلسفه و ادبیات اهل ایران
- عادل‌شاه
- ابراهیم عادل‌شاه ثانی
- یوسف عادل‌شاه ساوی
- شهاب‌الدین عادل عکاس، پژوهشگر و استاد دانشگاه در عکاسی و سینما
- عادل سفر نخست‌وزیر سوریه
- عادل عبدالمهدی وزیر شیعه مذهب دولت عراق
- عادل خان
- عادل آذر نماینده مردم دهلران در هفتمین دوره مجلس شورای اسلامی
- عادل تئودور خوری متأله مسیحی اهل لبنان
- عادل غلامی بازیکن تیم ملی والیبال مردان ایران
- عادل فردوسی‌پور گزارشگر و مجری تلویزیون ایران
- عادل کلاه‌کج بازیکن فوتبال
- عادل آهنگری
- عادل تاعرابت بازیکن فوتبال اهل مراکش
- عادل شاذلی
- عادل (کوهدشت)